# Union Poitiers Basket 86
Union Poitiers Basket 86, más conocido como Poitiers Basket 86, es un club de baloncesto francés, con sede en la ciudad de Poitiers. Compite en la Pro B, la segunda división de su país. Disputa sus partidos en Les Arènes, con capacidad para 4300 personas.

## Historia
El club surge en 2004 de la unión de los clubs CEP Poitiers y Stade Poitevin, jugando en la N1, la tercera categoría del baloncesto francés. En 2006 asciende a la Pro B, al proclamarse campeón de su categoría, y en 2009 asciende por fin a la Pro A, derrotando al CSP Limoges en la final.

## Trayectoria
| Temporada | Nivel | Liga  | Pos. | TR    | PL   | Resultado                       | Copa de Francia |
| --------- | ----- | ----- | ---- | ----- | ---- | ------------------------------- | --------------- |
| 2003-04   | 3     | NM1   | 11   | 14-16 |      |                                 |                 |
| 2004-05   | 3     | NM1   | 5    | 21-13 |      |                                 |                 |
| 2005-06   | 3     | NM1   | 2    | 30-4  |      | Ascenso Campeón                 | Primera fase    |
| 2006-07   | 2     | Pro B | 13   | 15-19 |      |                                 | Segunda fase    |
| 2007-08   | 2     | Pro B | 3    | 22-12 | 2-1  | Semifinalista                   | Tercera fase    |
| 2008-09   | 2     | Pro B | 2    | 26-8  | 1-2  | Ascenso campeón de los playoffs | Tercera fase    |
| 2009-10   | 1     | Pro A | 8    | 15-15 | 0-2  | Cuartos de final                | Tercera fase    |
| 2010-11   | 1     | Pro A | 14   | 12-18 |      |                                 | Segunda fase    |
| 2011-12   | 1     | Pro A | 13   | 9-21  |      |                                 | Segunda fase    |
| 2012-13   | 1     | Pro A | 16   | 10-20 |      | Desciende                       | Segunda fase    |
| 2013-14   | 2     | Pro B | 4    | 26-18 | 4-2  | Finalista playoffs de promoción | Segunda fase    |
| 2014–15   | 2     | Pro B | 52   | 14-20 |      |                                 | Tercera fase    |
| 2015–16   | 2     | Pro B | 8    | 18-16 | 1-2  | Cuartos de final                | Primera fase    |
| 2016–17   | 2     | Pro B | 10   | 17-17 |      |                                 | Segunda fase    |
| 2017-18   | 2     | Pro B | 16   | 11-23 |      |                                 | Tercera fase    |
| 2018-19   | 2     | Pro B | 9    | 18-16 | 0-2  | Cuartos de final                | Tercera fase    |
| 2019-20*  | 2     | Pro B | 18   | 2-21  |      |                                 | Segunda fase    |
| 2020-21   | 2     | Pro B | 17   | 10-24 |      | Desciende                       | Segunda fase    |
| 2021-22   | 2     | NM1   | 2    | 21-5  | 2-3  | Cuartos de final                | Segunda fase    |
| 2022-23   | 2     | NM1   | 1    | 20-6  | 13-5 | Ascenso Campeón                 | Segunda fase    |

*La temporada fue cancelada debido a la pandemia del coronavirus.
fuente:eurobasket.com

## Palmarés
- Campeón de la Pro B: 2009
- Campeón de la N1: 2006
- Finalista de la Pro B: 2008